# Gigean
Gigean este o comună în departamentul Hérault din sudul Franței. În 2009 avea o populație de 5.524 de locuitori.

## Evoluția populației
| An        | 1975  | 1982  | 1990  | 1999  | 2006  | 2009  |
| --------- | ----- | ----- | ----- | ----- | ----- | ----- |
| Populație | 2.135 | 2.021 | 2.529 | 3.552 | 4.972 | 5.524 |